# Powiat Schubin
Ten artykuł należy dopracować:

przedstawiono sytuację tylko z niemieckiej perspektywy – artykuł powinien być przekrojowy.
Pomóż go poprawić. 
Powiat Schubin (niem. Landkreis Schubin, Kreis Schubin; pol. powiat szubiński) - dawny powiat pruski, znajdujący się od 1818 do 1920 w granicach rejencji bydgoskiej w Prowincji Poznańskiej. Teren dawnego powiatu należy obecnie do Polski stanowiąc część województwa kujawsko-pomorskiego. Siedzibą władz powiatu było miasto Szubin (Schubin).

## Historia
Powiat powstał 1 stycznia 1818 pod nazwą Kreis Schubin. 1 października 1887 z południowej części powiatu z miastami Gąsawa (Gonsawa) oraz Żnin (Znin) wyodrębniono nowy powiat Znin. Podczas powstania wielkopolskiego powiat został zajęty przez Polaków. Traktat wersalski usankcjonował ten stan, w wyniku czego powiat włączono do Polski.